# Eddie Flintoff
Thomas Edward Flintoff, més conegut com a Eddie Flintoff   (Bolton-on-Swale, 1900 - Bradford, 23 de novembre de 1984) va ser un pilot de motociclisme anglès que va destacar en competicions de trial durant la dècada del 1920, sempre com a pilot oficial de Sunbeam. Entre altres èxits destacats, va guanyar l'Scott Trial els anys 1925 i 1926.
Nascut a la granja Scorton de Bolton-on-Swale (North Yorkshire), Eddie Flintoff es va traslladar amb la família a Great Ayton el 1911 i el 1921, a la granja Tyersal Hall de Bradford, a West Yorkshire. En aquella època es va comprar la seva primera Sunbeam i va debutar en competició. El 1925, quan encara competia de forma amateur, va guanyar el prestigiós Scott Trial, cosa que li va suposar obtenir suport de fàbrica de Sunbeam des d'aleshores i, especialment, a partir del 1932. L'any següent va revalidar la seva victòria i el 1927 va col·laborar, juntament amb George Dance i Harold Fearnside, en la victòria de marca de Sunbeam a la prova.
Els anys 1928 i 1929, malgrat no acabar entre els tres millors del Scott Trial va marcar-hi el millor temps, a més d'obtenir-hi el segon lloc absolut el 1929 darrere de Vic Brittain, també pilot de Sunbeam. Flintoff va col·laborar en les cinc victòries de marca de Sunbeam a la prova durant el període 1929-1935. El seu germà, Stanley Flintoff, també va formar part de l'equip oficial els anys 1930 i 1932. Eddie Flintoff va competir i guanyar també a les primeres proves de hillclimb que s'organitzaren a Yorkshire, així com en curses de sand racing i grasstrack. Un cop retirat, col·laborà amb clubs locals en l'organització de curses i esdevingué president del Bradford and District Motor Club  i de l'Ilkley Club. El 1946 esdevingué president de la secció de Yorkshire de l'ACU.
Flintoff es va morir a l'hospital el 1984 a causa d'un accident que va patir a la granja Tyersal Hall, on vivia.